# 岡山県立総社高等学校

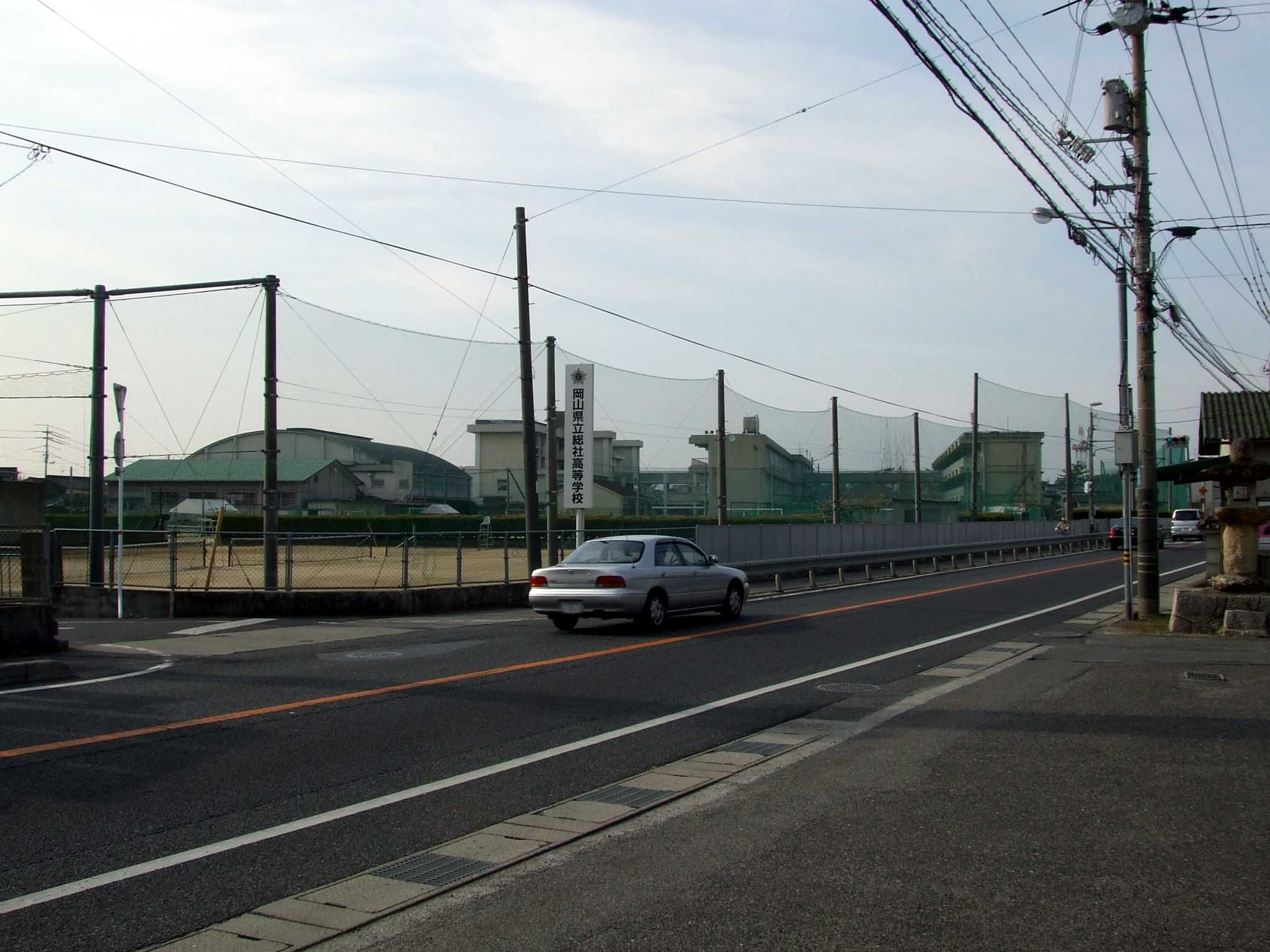
国道180号側より（2007年12月撮影）

岡山県立総社高等学校（おかやまけんりつそうじゃこうとうがっこう）は、岡山県総社市にある県立の高等学校。通称、総高（そうこう）。

## 設置学科
- 全日制課程
  - 家政科
  - 普通科

## 沿革

### 年表
- 1891年（明治24年） - 私塾春靄学舎が都窪郡常盤村中原（現・総社市中原）に創立。
- 1907年（明治40年） - 現在地に移転。
- 1917年（大正6年） - 吉備郡総社町外13ヶ町村学校組合立春靄実科高等女学校設立認可、開校。
- 1928年（昭和3年） - 岡山県総社高等女学校と改称。
- 1948年（昭和23年） - 岡山県立総社高等学校と改称。
- 1950年（昭和25年） - 普通科に男子受け入れ開始（共学化）。
- 1997年（平成9年） - 創立80周年記念式挙行。
- 2013年（平成25年） - 12月2日、加計学園と科学教育の推進を目的にした包括連携協定を締結[1]。
- 2017年（平成29年） - 創立100周年記念式挙行。

## アクセス
- JR桃太郎線（吉備線）の東総社駅から徒歩10分
- 岡山自動車道の岡山総社インターチェンジから車で7分
- 山陽自動車道の倉敷インターチェンジから車で12分

## 著名な出身者
- 片岡聡一 - 総社市長
- 今井正 - 日本製鐵(株) 代表取締役社長（2024年 4月 1日～）
- 山口馬木也 - 俳優
- たける（東京ホテイソン） - お笑い芸人
- 田中邦彦 - くら寿司創業者・社長[2]
- 土和広 - クボタケミックス社長
- 梶原凪 - 女優
- 西田祐輝 -ハンドボール選手 安芸高田わくながハンドボールクラブ
- 神原むつえ - ファッションモデル
- 所凌央 -ハンドボール選手 トヨタ紡織九州レッドトルネードSAGA